# Mycomya aestiva
Mycomya aestiva är en tvåvingeart som först beskrevs av Wulp 1877.  Mycomya aestiva ingår i släktet Mycomya och familjen svampmyggor. Inga underarter finns listade i Catalogue of Life.